# Alan Eugene Jackson
Alan Eugene Jackson, ameriški country pevec, tekstopisec in glasbenik, * 17. oktober 1958, Newnan.
Posnel je petnajst studijskih albumov, tri albume največjih hitov, dva božična albuma, dve gospel albuma in več kompilacij. Po svetu je bilo prodanih več kot 80 milijonov njegovih plošč. Je prejemnik 2 Grammyjev, 16 CMA nagrad, 17 ACM nagrad in nominiranec za več drugih nagrad. Leta 2001 je bil sprejet v Georgia Music Hall of Fame, leta 2017 pa še v Country Music Hall of Fame.

## Življenjepis
Jackson se je rodil v revno družino, očetu Josephu Eugenu Jacksonu in mami Ruth Musick Jackson. V družini je bilo pet otrok. Že kot otrok je pel v cerkvenem pevskem zboru, svojo prvo pesem pa je napisal leta 1983.
Kot mladostnik je poslušal predvsem gospel glasbo, svojo prvo glasbeno skupino pa je ustanovil takoj po sredni šoli. Pri 27-tih letih se je z ženo Denise preselil v Nashville, kjer je upal na uspešno glasbeno kariero s katero bi se preživljal.

### Kariera
Leta 1989 je kot prvi podpisal pogodbo z novo ustanovljeno podružnico založbe Arista Records, Arista Nashville. Istega leta je posnel prvi debitantski singl "Blue Blooded Woman".
Čeprav pesem ni bila uvrščena na lestvico top 40 Hot Country, je dosegel tretje mesto v začetku leta 1990 s pesmijo Here in the Real World. Ta pesem je postala tudi naslovna skladba njegovega prvega studijskega albuma Here in the Real World, ki je vsebovala tudi dve pesmi ki sta bili v Top 5; Wanted in Chasin that Neon Rainbow, in njegov hit I'd Love You All Over Again, ki je postala njegova prva pesem, ki je postala hit številka ena na kateri od glasbenih lestvic.
Leta 1994 je Jackson prekinil pogodbo z agencijo za menedžment, Ten Ten Management, njegov novi menedžer pa je postal Gary Overton.

### Člani skupine
Jackson večino svojih studijskih albumov posname skupaj s člani svoje glasbene skupine the Strayhorns. Od leta 2017 je ta skupina sestavljena iz:
- Monty Allen - akustična kitara, vokal
- Scott Coney - akustična kitara, bas, bendžo
- Robbie Flint - steel kitara
- Danny Groah - kitara
- Ryan Joseph - gosli, harmonija vokal
- Bruce Rutherford - bobni
- Joey Schmidt - klaviature
- Roger Wills - bas kitara

### Osebno življenje
Jackson je prejel svojo zvezdo na Hollywood ulici slave aprila leta 2010.
15. decebra leta 1979 se je poročil s svojo srednješolsko ljubeznijo, Denise Jackson. Imata tri hčere: Mattie Denise (rojena 19. junija, 1990),  Alexandra Jane "Ali" (rojena 23. avgust 1993), in Dani Grace (rojena 28. avgust 1997).
Leta 1998 sta se ločila za nekaj mesecev zaradi njegove kariere in njegove nezvestobe.

## Diskografija
Studijski albumi
- Here in the Real World (1990)
- Don't Rock the Jukebox (1991)
- A Lot About Livin' (And a Little 'Bout Love) (1992)
- Who I Am (1994)
- Everything I Love (1996)
- High Mileage (1998)
- Under the Influence (1999)
- When Somebody Loves You (2000)
- Drive (2002)
- What I Do (2004)
- Like Red on a Rose (2006)
- Good Time (2008)
- Freight Train (2010)
- Thirty Miles West (2012)
- The Bluegrass Album (2013)
- Angels and Alcohol (2015)